# Halldor Mar
Halldor Mar es el nombre artístico bajo el que Halldór Már Stefánsson desarrolla su carrera musical. Cantautor y guitarrista nacido en Reikiavik, Islandia. Su música está basada en el folk acústico y alternativo. Actualmente es también componente del grupo de pop/rock Wiggum.

## Historia
Halldór Már Stefánsson, nacido en Reikiavik (Islandia) en 1972, ha sido músico desde pequeño, cuando le daba a las ollas y sartenes de su madre en un pequeño pueblo de Islandia. Pero no se dedicó ni a la batería, ni al piano, como ella deseaba: fue la guitarra la que le enamoró. La ha tocado en todas sus formas, pero estudió a fondo su versión clásica.
Inicia sus estudios de guitarra con el profesor Örn Viðar Erlendsson en el Conservatorio de Akureyri. En 1993 se traslada a Barcelona para realizar estudios de perfeccionamiento de guitarra en la Escola Luthier d'Arts Musicals con los profesores Arnaldur Arnarson y Alex Garrobé. Ha participado como activo en cursillos internacionales con maestros como David Russell, Hopkinson Smith, Manuel Barrueco o José Tomás Pérez Selles. Más adelante recorre Islandia y España como solista y forma parte de Mosaic, Barcelona’s Guitar Quartet.
En 2004 colabora en el disco "Amb les mans" del compositor y guitarrista Eduard Rodés interpretando una pieza llamada "La Luz" e inspirada en la vida de Ferrer i Guàrdia, conocido librepensador fusilado en el año 1909 a raíz de los disturbios de la Semana Trágica. Lo hace de forma magistral y aporta una interpretación perfecta. La pieza se presentó en público el 13 de octubre de 2003, aniversario del fusilamiento de Ferrer i Guàrdia, en los locales de la Fundació Ferrer i Guàrdia de Barcelona.
En 2006, el mismo Eduard Rodés edita un nuevo disco bajo el nombre "República Mediterránea", donde Halldor Mar vuelve a colaborar interpretando el tema "Al Iskandariyah".
Con el paso del tiempo empezó a crear su propia música presentándola en pequeños conciertos por pubs irlandeses en los que lleva años animando la noche barcelonesa.
Este trabajo de pop/rock de cantautor alternativo lleva años haciéndolo, y ya era hora de que sus creaciones se plasmasen en un disco.
En 2009 se edita su primer álbum en solitario, Simple, bajo el sello Daruma Records. El disco se graba en el estudio El Tostadero con la ayuda del productor Marc Molas.
Y tal como dice su nombre es, dentro de su complejidad, un disco sencillo. Variado, intenso, elaborado, pero sencillo. El disco llega al mercado en noviembre del mismo año.
Halldor Mar es también miembro del grupo Wiggum, que tras su formación en 2009, edita en febrero de 2010 su primer álbum llamado Sintón Nisón ama a Nifú Nifá, grabado en el estudio Micromaltese con Cacho Salvador (de "Extraperlo") como productor.
El disco ha recibido buenas críticas por parte de medios informativos musicales tales como Mondosonoro, Binaural o Planeta Indie.
En diciembre de ese mismo año fichan por el sello El Genio Equivocado Discos.
En 2018 se estrena en la cadena de televisión autonómica TV3, el programa "Katalonski", del cual Halldór Más es conductor. En su salto a la pantalla, el músico viajará a diferentes lugares del mundo para encontrar a extranjeros que han aprendido el catalán y esta decisión les ha cambiado la vida. El programa aprovecha la figura musical de Már para darle un papel protagonista a la música, permitiendo que el cantante interprete varios temas junto con los 'Katalonskis'.

### Winds (Amantes Records, 2014)
La historia de este álbum se centra en la corriente que sacudió la tierra catalana en los primeros años setenta y que fue bautizada como Nova Cançó: un movimiento que desperezó conciencias y socavó entrañas gracias a un puñado de grandes creadores e intérpretes como Joan Manuel Serrat, Pau Riba, Jaume Sisa o Raimon. En este álbum (Toni M Mir, productor de Trafalgar13 Music House, hace un gran trabajo), Mar recupera diez temas fundamentales de la época, entre los que destacan las revisiones en inglés de Al vent (Wind), de Raimon; País petit, de Lluis Llach; Qualsevol nit pot sortir el sol, de Sisa; Noia de porcellana, de Pau Riba; la inmortal Paraules d'amor, de Serrat o Remena nena, que popularizara Guillermina Motta y que incluso tuvo homenaje cupletero a cargo de Mario Gas en la barcelonesa sala La Paloma. Halldor Mar la convierte en la dulcísima pieza acústica Shake It Baby, que funciona a las mil maravillas y extiende una impresión que el disco deja en forma de poso: el punto beatle, lleno de elegancia y matices, con Mar mostrando su maestría con las cuerdas.

## Colaboraciones
- Guitarra en el tema La luz del álbum Amb les mans de Eduard Rodés (ERGOCLICKS love music love guitar, 2004)
- Guitarra en el tema Al Iskandariyah del álbum República Mediterránea de Eduard Rodés (ERGOCLICKS love music love guitar, 2006)
- Voz junto con Chloe Phillips en el tema Boig per tu (LCM Records, 2020)

## Discografía
- Simple (Daruma Records, 2009)
- Sintón Nisón ama a Nifú Nifá del grupo Wiggum (del cual es componente) (El Genio Equivocado, 2010)
- Winds  (Amantes Records, 2014)
- Records (La Cúpula Music, 2017)
- El mar no té camins (2023)

## Management
- Trafalgar13 Music House